# Union russe de Lettonie
L’Union russe de Lettonie (en letton : Latvijas Krievu savienība (LKS) et en russe : Русский союз Латвии), connue jusqu'en 2014 sous le nom de Pour les droits de l'homme dans une Lettonie unie (en letton : Par cilvēka tiesībām vienotā Latvijā, PCTVL et en russe : За права человека в единой Латвии) est un parti politique ethnique letton, représentant les russophones (Russes baltes) de Lettonie.

## Histoire
PCTVL a été créé en mai 1998 par trois partis :
- Parti de l'harmonie nationale (Tautas Saskaņas partija) ;
- Égalité des droits (Līdztiesība) ;
- Parti socialiste de Lettonie (Latvijas Sociālistīskā partija).

Ces trois partis étaient tous principalement russophones. Ils gagnèrent 16 députés (sur 100) aux élections de 1998 et 25 aux élections de 2002.
PCTVL a toujours fait partie de l’opposition au niveau national (mais participait au conseil municipal de Riga avec un premier adjoint au maire, Sergejs Dolgopolovs). Pendant cette première période, les principaux dirigeants de PCTVL ont été Jānis Jurkāns, Alfrēds Rubiks et Tatjana Ždanoka. Rubiks et Ždanoka étaient parmi les principaux dirigeants du Parti communiste de Lettonie (et du mouvement contre l’indépendance).
Ce groupement a obtenu 25 sièges (sur 100), soit un quart des députés du Saeima en 2002, mais ne disposait plus que de 6 députés en 2004. Aux élections législatives de 2006, il a obtenu 6,03 % des voix et confirmé 6 députés. En 2010, cette coalition perd toute sa représentation en obtenant moins de 2 % des voix.
Le PCTVL se scinda en partie en 2003. Parti de l'harmonie nationale a été le premier à quitter cette alliance et Parti socialiste de Lettonie le suivit six mois après, en juin 2003. L’adjoint au maire de Riga, Sergejs Dolgopolovs, quitta également cette alliance pour fonder un nouveau parti. Le PCTVL restant n’avait plus que 6 députés (sur 25) au Saeima même si les sondages lui donnent un meilleur résultat que les partis qui l’ont quitté (ce qui est confirmé par les élections au Parlement européen de 2004).
Avec 61 401 voix (10,66 %), ayant obtenu un député européen aux élections de 2004, Tatjana Ždanoka a adhéré au groupe des Verts et de l’Alliance libre européenne. Elle a fait l’objet d’un arrêt favorable contre la Lettonie, de la Cour européenne des droits de l'homme, le 17 juin 2004, quelques jours après avoir été élue au Parlement européen. Le 16 mars 2006, la Cour rendit alors un arrêt, par 13 voix contre 4, qui infirma la décision précédente en constatant que les droits de Ždanoka n'avaient pas été violés.
Lors des élections européennes de 2009, le mouvement obtient la réélection de Tatjana Zdanoka avec 76 436 voix (9,7 %), devenant le 3e parti letton représenté au Parlement européen. Sur sa liste figurait également en seconde position Giulietto Chiesa, un ancien communiste italien qui parle russe.
Lors des élections européennes de 2014, renommée Union russe de Lettonie, elle n'obtient que 6,38 %, mais conserve sa députée.

## Idéologie
Ce groupement soutient l’introduction du russe comme deuxième langue officielle en Lettonie et demande la nationalité lettonne et le droit de vote pour tous les résidents lettons. C’est le seul groupe parlementaire qui était opposé à l’entrée de la Lettonie dans l’Organisation du traité de l'Atlantique nord. Il a également proposé la création d’un parti des Russes en Europe et est favorable à une Europe fédérale, avec un espace économique et politique commun de Lisbonne à Vladivostok.

## Dirigeants
Ses dirigeants actuels sont :
- Miroslavs Mitrofanovs (en russe, Miroslav Mitrofanov), coprésident ;
- Tatjana Ždanoka (en russe, Tatiana Jdanok), coprésidente, député européenne;
- Jurijs Petropavlovskis (en russe, Youri Petropavlovski), coprésident.

## Résultats électoraux

### Élections parlementaires
| Année | Votes  | %    | Députés | Rang | Gouvernement        |
| ----- | ------ | ---- | ------- | ---- | ------------------- |
| 2006  | 54 694 | 6,1  | 6 / 100 | 7e   | Opposition          |
| 2010  | 13 845 | 1,5  | 0 / 100 | 6e   | Extra-parlementaire |
| 2011  | 7 109  | 0,8  | 0 / 100 | 7e   | Extra-parlementaire |
| 2014  | 14 390 | 1,6  | 0 / 100 | 7e   | Extra-parlementaire |
| 2018  | 27 014 | 3,20 | 0 / 100 | 9e   | Extra-parlementaire |
| 2022  | 33 203 | 3,63 | 0 / 100 | 11e  | Extra-parlementaire |

### Élections européennes
| Année | Députés | Votes  | %    | Rang | Groupe    |
| ----- | ------- | ------ | ---- | ---- | --------- |
| 2004  | 1 / 9   | 61 401 | 10,7 | 3e   | Verts/ALE |
| 2009  | 1 / 8   | 76 436 | 9,7  | 3e   | Verts/ALE |
| 2014  | 1 / 8   | 28 303 | 6,4  | 5e   | Verts/ALE |
| 2019  | 1 / 8   | 29 546 | 6,2  | 5e   | Verts/ALE |